# Grb Haitija
Grb Haitija postoji od 1807. godine, a u sadašnjem obliku pojavljuje se 1986. godine.
Na grbu se nalaze zastave Haitija na jarbolima, postavljene jedne iznad drugih, ispod palme i na zelenom travnjaku. Pored zastave nalaze se topovi. Na travnjaku su različiti predmeti, kao bubanj, pištolji, sidra, ratne sjekire, trube itd. Iznad palme nalazi se frigijska kapa, simbol slobode.
U podnožju je geslo Haitija, "L'Union Fait La Force" ("Jedinstvo čini snagu").